# اورتنبورگ (بایرن)
اورتنبورگ (به آلمانی: Ortenburg) یک شهر در آلمان است که در Passau واقع شده‌است.